# Stearine

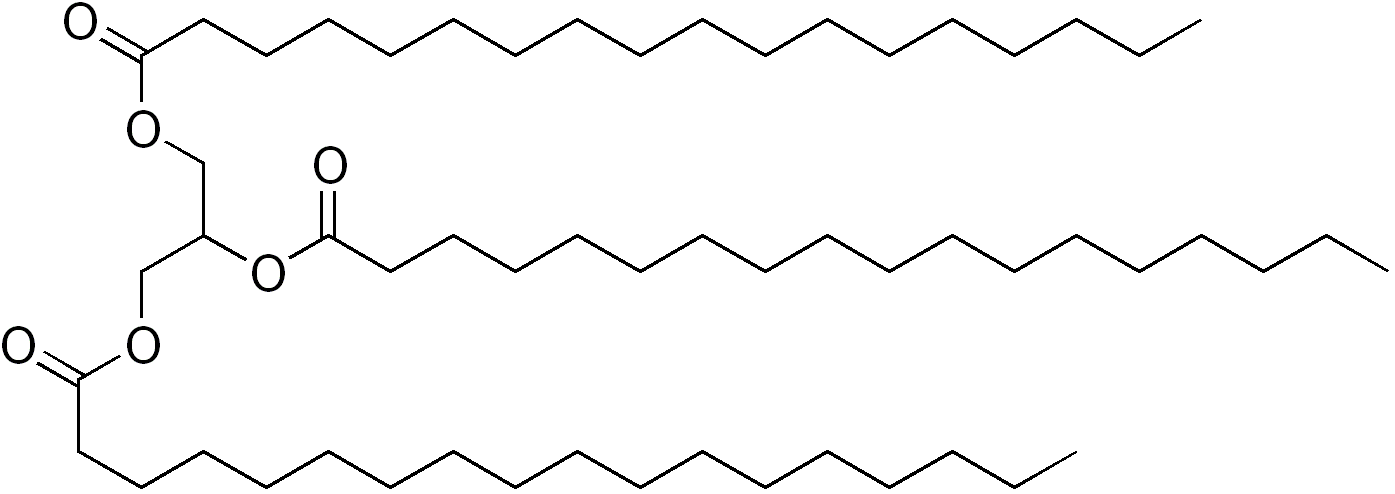
Structuurformule van stearine

Stearine is een vet. Het is de kleur-, geur-, en smaakloze drievoudige ester van glycerol en stearinezuur met scheikundige formule C3H5(C18H35O2)3. Stearine komt voor in veel plantaardige en dierlijke vetten, is niet oplosbaar in water en zeer slecht oplosbaar in alcohol. Het stolpunt van stearine is 67-69 graden Celsius, daarboven is het vloeibaar.

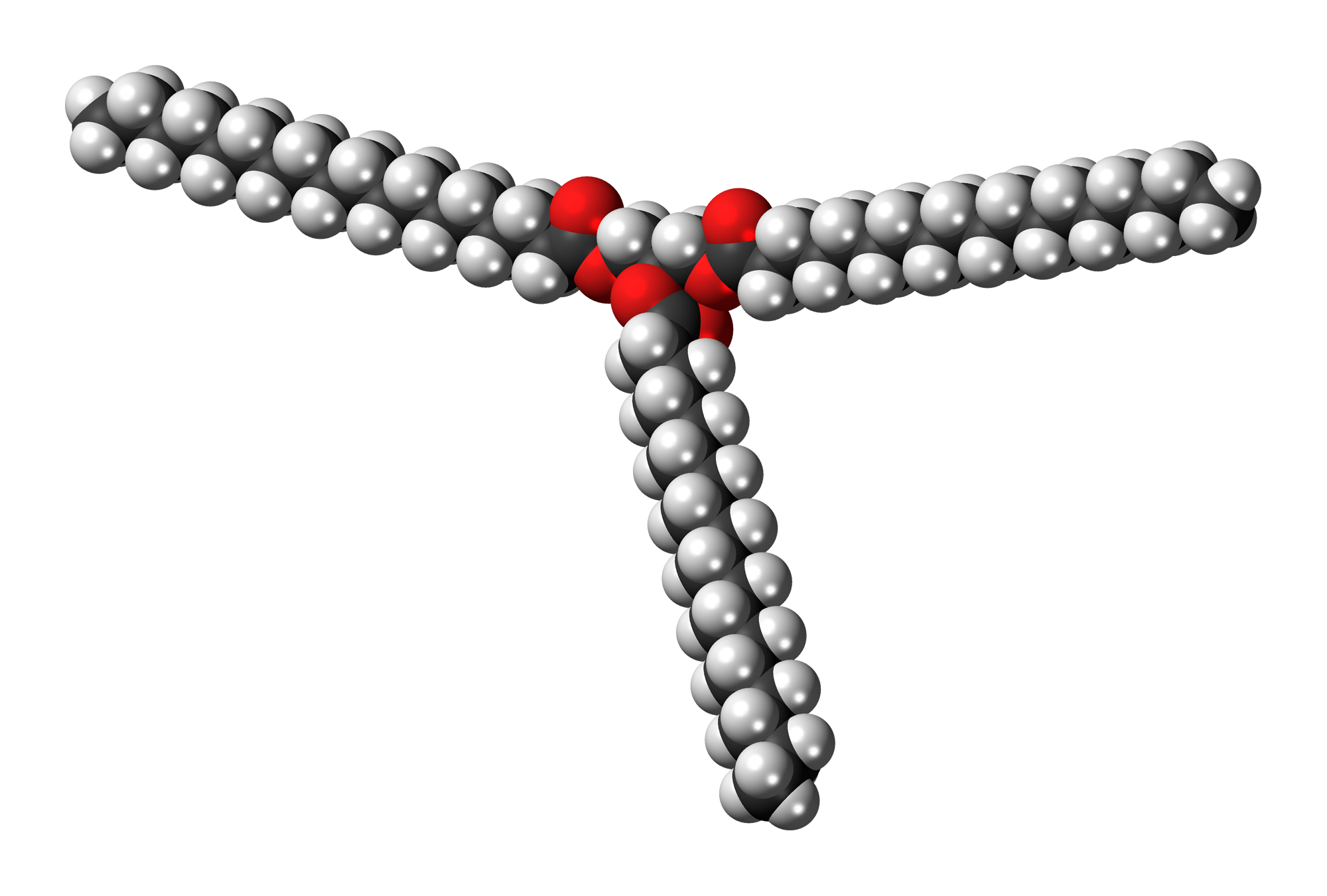
Molecuulmodel van stearine

De naam stearine is afgeleid van het oudgriekse woord stear (στεαρ) dat vet, in het bijzonder rundvet, betekent. Stearine werd oorspronkelijk uitsluitend uit rundvet gemaakt, hoewel later ook andere dierlijke en plantaardige vetten werden gebruikt. Na bereiding wordt de stearine soms nog gezuiverd. Hoe ouder een rund is bij de slacht, hoe meer stearine het rundvet bevat. De slager die rundvet bereidt om mee te bakken en braden, moet de stearine 'separeren'. Op pakken rundvet staat vaak het woord 'stearinevrij' om aan te geven dat de stearine verwijderd is.

## Bereiding

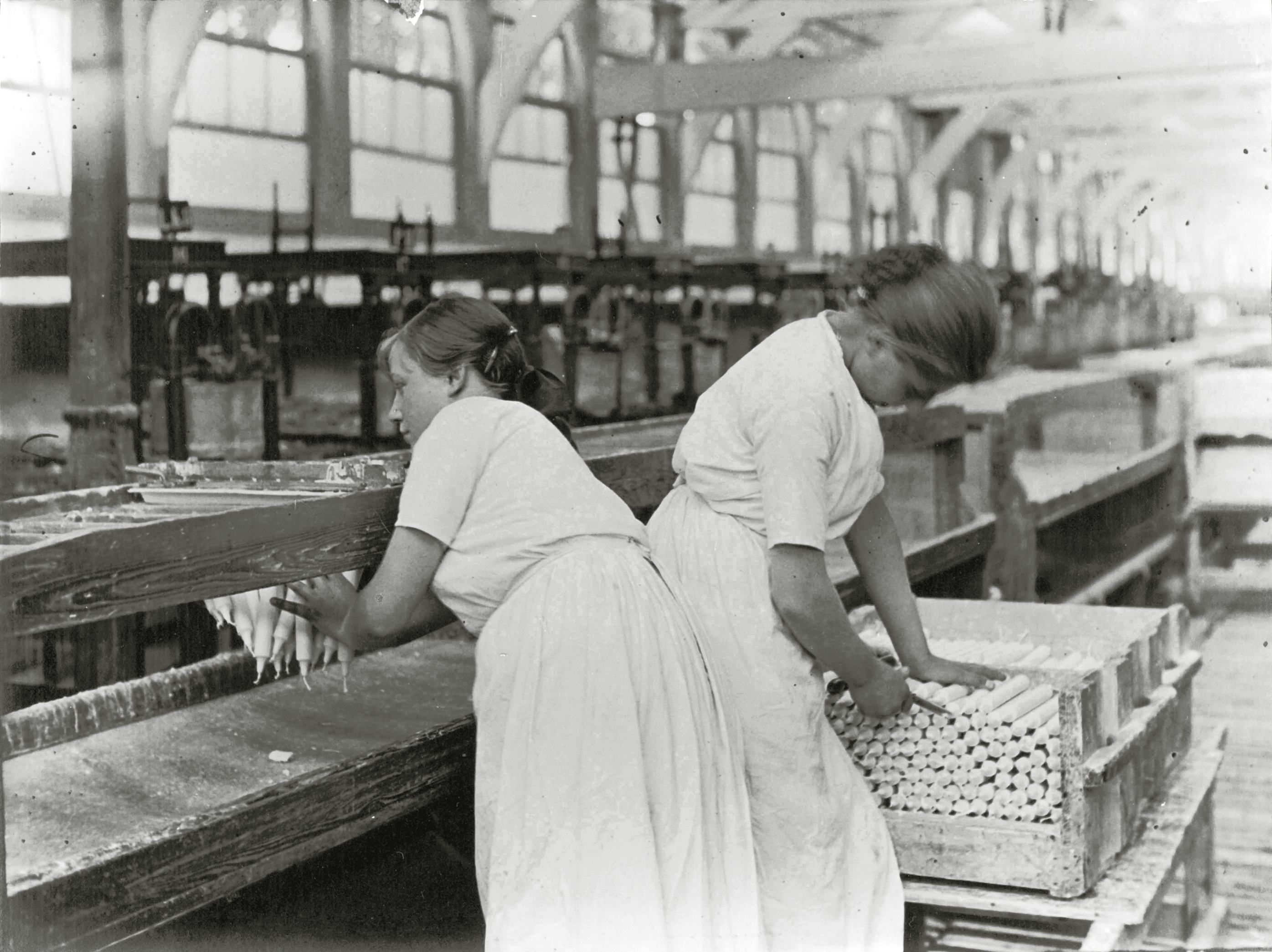
Productie van stearinekaarsen in Gouda, 1919

Het rundvet wordt gewassen, gesneden en verbrijzeld en vervolgens gesmolten, afgeschept en gekoeld. Door persen wordt het vet gescheiden in het vloeibare deel (oleomargarine) en het vaste deel, stearine, dat ongeveer 40% van de vetmassa omvat .

## Gebruik
In ruwe vorm wordt stearine gebruikt voor het maken van stearinekaarsen. Deze kaarsen branden langer dan kaarsen van paraffine, een aardolieproduct. Stearinekaarsen zijn steviger en hebben betere brandeigenschappen dan paraffinekaarsen. Daarom worden er ook veel composietkaarsen op de markt gebracht, deze bestaan uit een mengsel van paraffine en stearine. Verder wordt stearine gebruikt bij de productie van zeep en toegepast in smeermiddelen en verstevigers in de textielindustrie.